# First lady van Zuid-Korea

De huidige first lady Kim Hea-kyung

De first lady van de Republiek Korea (Hangul: 대한민국 대통령 영부인; Hanja: 大韓民國 大統領 令夫人), informeel afgekort tot FLOTROK of FLOSK en beter bekend als de first lady van Zuid-Korea, is de officieuze titel van de gastvrouw van het presidentiële verblijf, meestal de vrouw van de president van Zuid-Korea. 
Tijdens het presidentschap van Park Chung-hee nam zijn dochter, Park Geun-hye, de taken over van haar moeder Yuk Young-soo nadat zij was vermoord. Park Geun-hye werd later verkozen tot eerste, en tot heden de enige vrouwelijke president van Zuid-Korea. Zij is nooit getrouwd geweest.
De huidige first lady is Kim Hea-kyung, de vrouw van de 14e president Lee Jae- myung.

## Lijst van first lady's van Zuid-Korea
| Nr. | Foto | Naam                                                                                      | Termijn                               | Leeftijd aan begin termijn | President                   |
| --- | ---- | ----------------------------------------------------------------------------------------- | ------------------------------------- | -------------------------- | --------------------------- |
| 1   |      | Franziska Donner (프란체스카 도너) Geboorteland: Oostenrijk 15 juni 1900 – 19 maart, 1992 | 15 augustus 1948 tot 26 april 1960    | 48 jaar, 61 dagen oud      | Rhee Syng-man               |
| 2   |      | Gong Deok-gwi (공덕귀/孔德貴) 21 april 1911 – 24 november 1997                            | 13 augustus 1960 tot 23 maart 1962    | 49 jaar, 114 dagen oud     | Yun Bo-seon                 |
| 3   |      | Yuk Young-soo (육영수/陸英修) 29 november 1925 – 15 augustus, 1974                        | 13 augustus 1960 tot 23 maart 1962    | 38 jaar, 18 dagen oud      | Park Chung-hee              |
| 3   |      | Park Geun-hye (박근혜 / 朴槿惠) 2 februari 1952                                           | 16 augustus 1974 tot 26 oktober 1979  | 23 jaar, 195 dagen oud     | Park Chung-hee zijn dochter |
| 4   |      | Hong Gi (홍기/洪基) 3 maart, 1916 – 20 juli 2004                                          | 6 december 1979 tot 15 augustus 1980  | 63 jaar, 278 dagen oud     | Choi Kyu-hah                |
| 5   |      | Lee Soon-ja (이순자/李順子) 24 maart 1939                                                 | 1 september 1980 tot 24 februari 1988 | 41 jaar, 161 dagen oud     | Chun Doo-hwan               |
| 6   |      | Kim Ok-suk (김옥숙/金玉淑) 8 september 1935                                               | 25 februari 1988 tot 24 februari 1993 | 52 jaar, 198 dagen oud     | Roh Tae-woo                 |
| 7   |      | Son Myeong-sun (손명순/孫命順) 16 januari 1929 – 7 maart 2024                             | 25 februari 1993 tot 24 februari 1998 | 64 jaar, 40 dagen oud      | Kim Young-sam               |
| 8   |      | Lee Hee-ho (이희호/李姬鎬) 21 september 1922 – 10 juni 2019                               | 25 februari 1998 tot 24 februari 2003 | 75 jaar, 157 dagen oud     | Kim Dae-jung                |
| 9   |      | Kwon Yang-sook (권양숙/權良淑) 23 december 1947                                           | 25 februari 2003 tot 24 februari 2008 | 55 jaar, 64 dagen oud      | Roh Moo-hyun                |
| 10  |      | Kim Yoon-ok (김윤옥/金潤玉) 26 maart 1947                                                 | 25 februari 2008 tot 24 februari 2013 | 60 jaar, 336 dagen oud     | Lee Myung-bak               |
|     |      | Geen                                                                                      | 25 februari 2013 tot 10 maart 2017    |                            | Park Geun-hye               |
| 11  |      | Kim Jung-sook (김정숙/金正淑) 15 november 1954                                            | 10 mei 2017 tot 9 mei 2022            | 62 jaar, 176 dagen oud     | Moon Jae-in                 |
| 12  |      | Kim Keon-hee (김건희/金建希) 2 september 1972                                             | 10 mei 2022 tot heden                 | 49 jaar, 250 dagen oud     | Yoon Suk-yeol               |